# Pop art féministe
Le pop art féministe est la partie du pop art dont le contenu politique reflète les principes du mouvement féministe.

## Origines
L'art féministe apparait à la fin des années 1960, dans un environnement où les mouvements contre la guerre et pour les droits civils sont très présents. Les artistes féministes cherchent alors à changer le monde grâce à l'art et se concentrent autant sur le monde artistique établi que sur les relations sociales quotidiennes. Comme l'a affirmé l'artiste Suzanne Lacy, l'objectif de l'art féministe est « [d']influencer les attitudes culturelles et transformer les stéréotypes ». Les artistes féministes sont présents dans différents styles et domaines artistiques, mais on les rattache surtout au fait de transmettre une vision particulière de l'expérience de la condition féminine et de mettre l'accent sur l'importance de l'égalité des sexes.
Une première vague d'art féministe apparaît pendant la deuxième moitié du XIXe siècle et les débuts du XXe siècle, en profonde relation avec le mouvement suffragiste. Lorsque cet objectif est atteint dans plusieurs pays, peu après la fin de la  Première Guerre mondiale, le mouvement artistique cesse et laisse derrière lui des bases pour le militantisme. L'art féministe des années 1960 correspond à une deuxième vague du mouvement déjà initié au début du XXe siècle. Celle-ci associe explicitement son œuvre avec la lutte pour l'égalité des sexes et élargit son vocabulaire visuel pour permettre de mieux décrire ses objectifs.
Le Pop art est le mouvement artistique dominant au début des années 1960. Contraction d’« art populaire », il présente des objets quotidiens et de consommation (emballages, marques) ainsi que des éléments pris dans les médias (bande dessinée, journaux, presse populaire, cinéma) de sorte que les sujets présentés soient facilement identifiables par le public. De plus les artistes utilisaient souvent des techniques mécaniques ou commerciales.

## Contenu politique du pop art
Tous les artistes du pop art diffusent un message politique, certains de manière plus marquée que d'autres. Parmi ses artistes se trouve l'Equipo Cronica, collectif majeur du pop art espagnol, qui a par exemple critiqué la dictature franquiste, mais aussi Jasper Johns (Moratorium, critique de la guerre de Viêtnam) ou encore le polonais Jerzy Ryszard "Jurry" Zieliński,. Le pop art comme forme d'expression du féminisme politique se heurte au fait que beaucoup d'images utilisées par le courant artistique font à l'origine partie de la pornographie, sont des images à caractère misogynes ou encore sont des iconographies qui servent à la culture patriarcale. C'est pour cela que la position initiale de la pensée féministe face au pop art ne pouvait pas être autre que l'abstinence ou la critique. Une œuvre pop féministe a pourtant vu le jour. Des artistes comme Evelyn Axell et Pauline Boty utilisent le vocabulaire de la culture populaire, comme les grandes actrices du cinéma, les pin-ups ou encore des objets de consommation, pour parler des différents thèmes qui mobilisaient dans les années 1960 le mouvement radical pour les droits des femmes. À travers leurs travaux, elles défendent le droit d'avoir sa propre sexualité et son propre désir sexuel, et critiquent le sexisme de la culture visuelle.

## Représentantes du mouvement

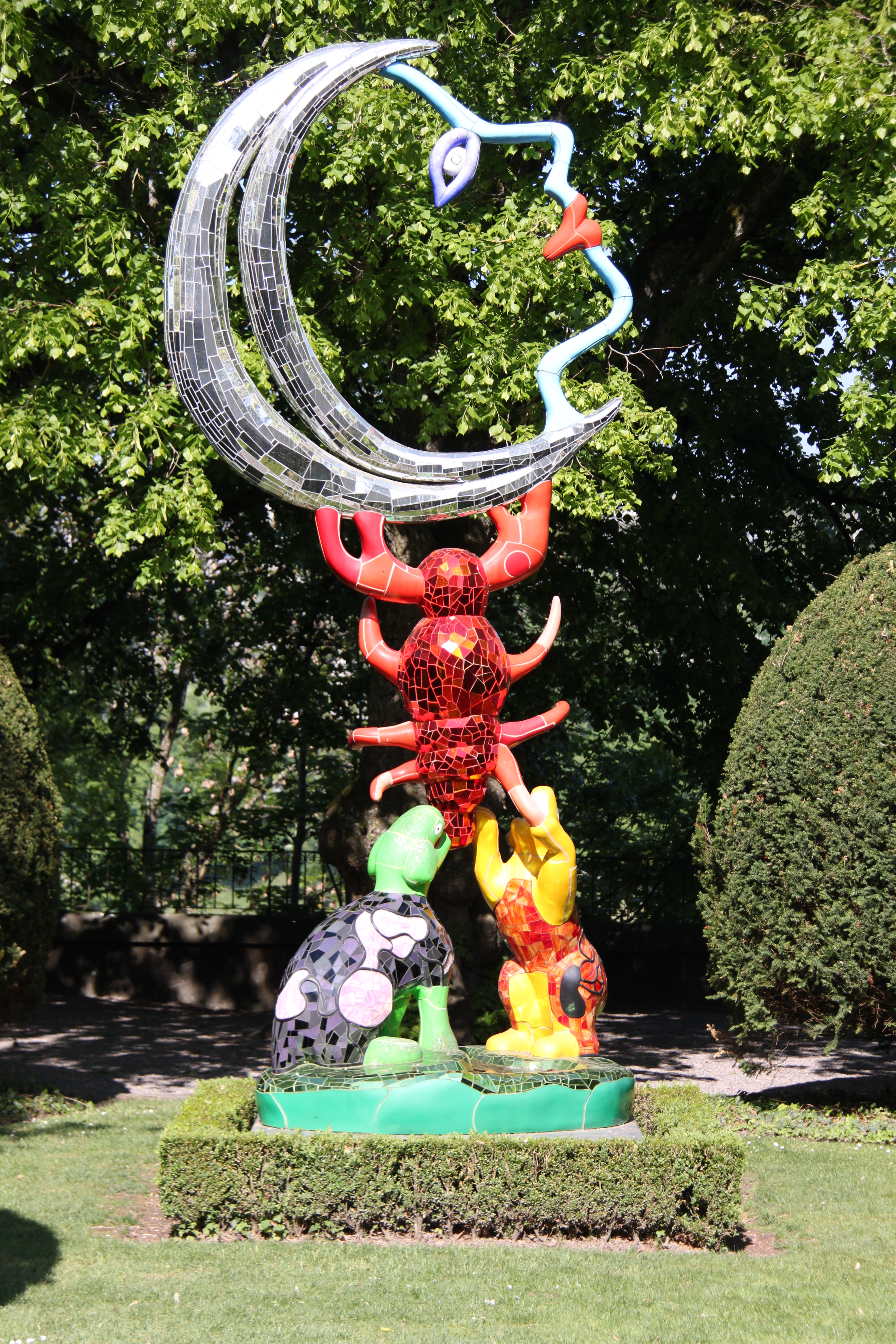
La Grande Lune, œuvre de Nikki de Saint Phalle.

Les principales représentantes du pop art féminin des années 1960 sont Niki de Saint Phalle, Pauline Boty, Jann Haworth, Martine Canneel et Evelyne Axell. Certaines sources considèrent que l'origine du pop art féministe date de 1963. Cette année-là, Betty Friedan publie son essai intitulé La femme mystifiée, qui met sous les projecteurs la condition des femmes aux États-Unis, et Roy Lichtenstein peint Drowning Girl, où la protagoniste du tableau préfère affronter la mort plutôt que demander de l'aide à son compagnon.
En Italie, Giosetta Fioroni est la seule femme du groupe romain Scuola di Piazza del Popolo. Dans la série Argenti (1961-1970), elle projette sur la toile des images de mannequins qu'elle soustrait au désir masculin.
Par ailleurs, depuis 1958, des femmes peintres et des sculptrices se sont rapprochées des méthodes du pop art. Rosalyn Drexler, Idelle Weber, Barbro Östlihn, Dorothy Grebenak, Marjorie Strider, Niki de Saint Phalle, Magda Cordell McHale et Pauline Boty entre autres, étaient déjà actives avant 1963.
Quelques auteures ont collaboré avec des artistes masculins, ou étaient leurs compagnes ou épouses. Par exemple, Barbro Östlihn a été mariée avec Oyvind Fahlstrom, et a participé à la création de son œuvre. Magda Cordell McHale et Terry Hamilton ont participé aux œuvres de l'époux de cette dernière, Richard Hamilton. Patty Mucha a cousu la plupart des sculptures molles de son époux, Claes Oldenburg, et a contribué à leur création. Ces collaborations ne sont généralement pas reconnues et ont, pour certains cas, entrainé une dépréciation des œuvres des artistes féminines car on considérait que leur travail était un simple prolongement de l’œuvre de leurs homologues masculins.